# A. J. Hammons
Aaron Jarrell "A. J." Hammons (nascido em 27 de agosto de 1992) é um jogador norte-americano de basquete profissional que atualmente joga pelo Texas Legends, disputando a NBA Development League. Foi selecionado pelo Dallas Mavericks na segunda rodada do draft da NBA em 2016.